# ムシクサ
ムシクサ（虫草、蚊母草、学名：Veronica peregrina）は、オオバコ科クワガタソウ属の一年草。
従来の分類体系である新エングラー体系、クロンキスト体系では、クワガタソウ属はゴマノハグサ科に含められていた。

## 特徴
茎は下部でまばらに分枝し、斜上して高さは10-20cmになり、無毛かまばらに腺毛が散生する。葉は茎の下部では対生し、上部では互生する。葉身は広線形または狭卵形で長さ8-25mm、幅2-5mm、先端はやや鈍く、縁には不明瞭な少数の鋸歯があるか全縁となり、中央に1本の太い葉脈がある。
花期は4-5月。上部の葉腋ごとに1花をつける。花柄は長さ約1mmと短い。萼は深く4裂し、萼裂片は広卵形で長さ4mmの葉状となり、花より長く、先は鈍くあまりとがらない。花冠は径2-3mmと小さく、基部まで4裂し、白色で淡紅色をおびる。雄蕊は2個、雌蕊は1個ある。果実は蒴果となり、扁球形で、長さ2-3mm、幅3-4mm、先端はややへこむ。種子は平たい楕円形となる。

## 分布と生育環境
北海道を除く日本全土、北半球、オーストラリアに分布し、水田、湿った畑、川のそば、海岸に近い湿地などに生育する。

## 名前の由来
和名ムシクサは、「虫草」の意で、しばしば本種の子房にゾウムシの仲間が虫えいをつくり果実のように大きくなるので、この名がある。
種小名（種形容語）peregrina は、「外来の」「外国種の」の意味。

## 分類
茎や果実に細かい腺毛が生えるものをケムシクサ Veronica peregrina L. f. xalapensis (Humb.) Kitag. と分類することがある。この場合、無毛のものを狭義のケナシムシクサ V. peregrina L. f. peregrinaと分類されることがある。

## ギャラリー

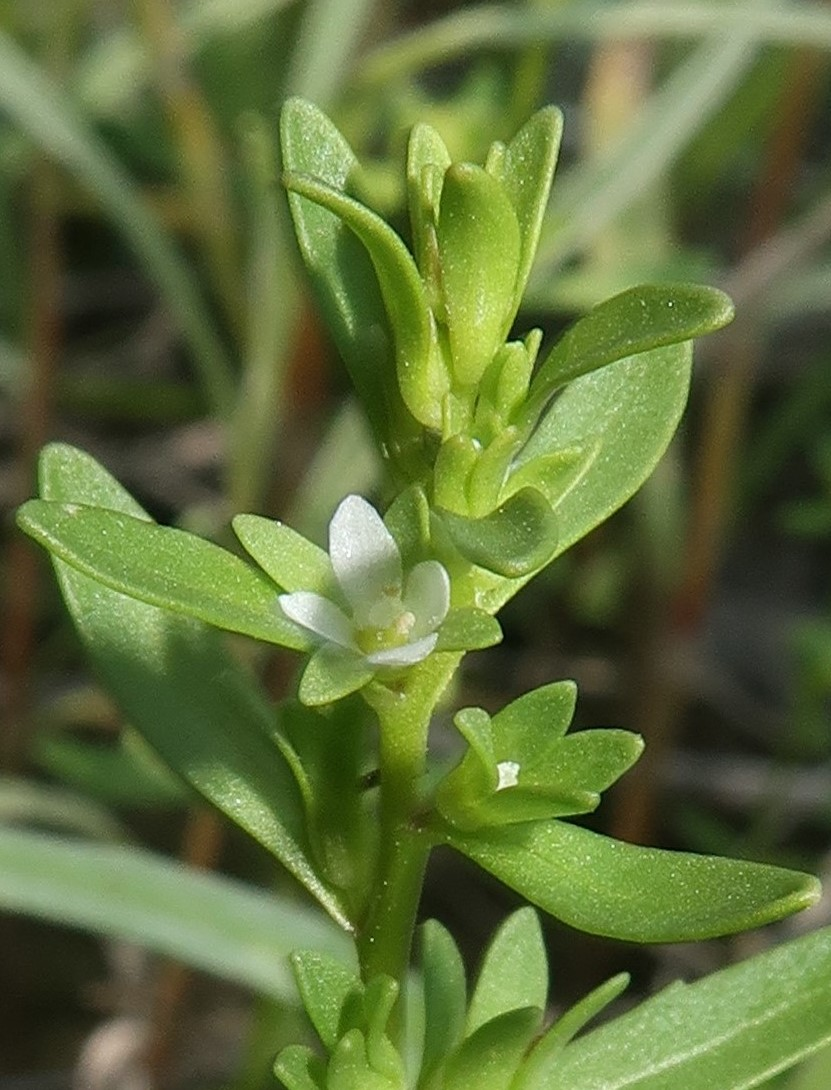
花冠は淡紅色をおびた白色で基部まで4裂する。萼片は花冠より長い。
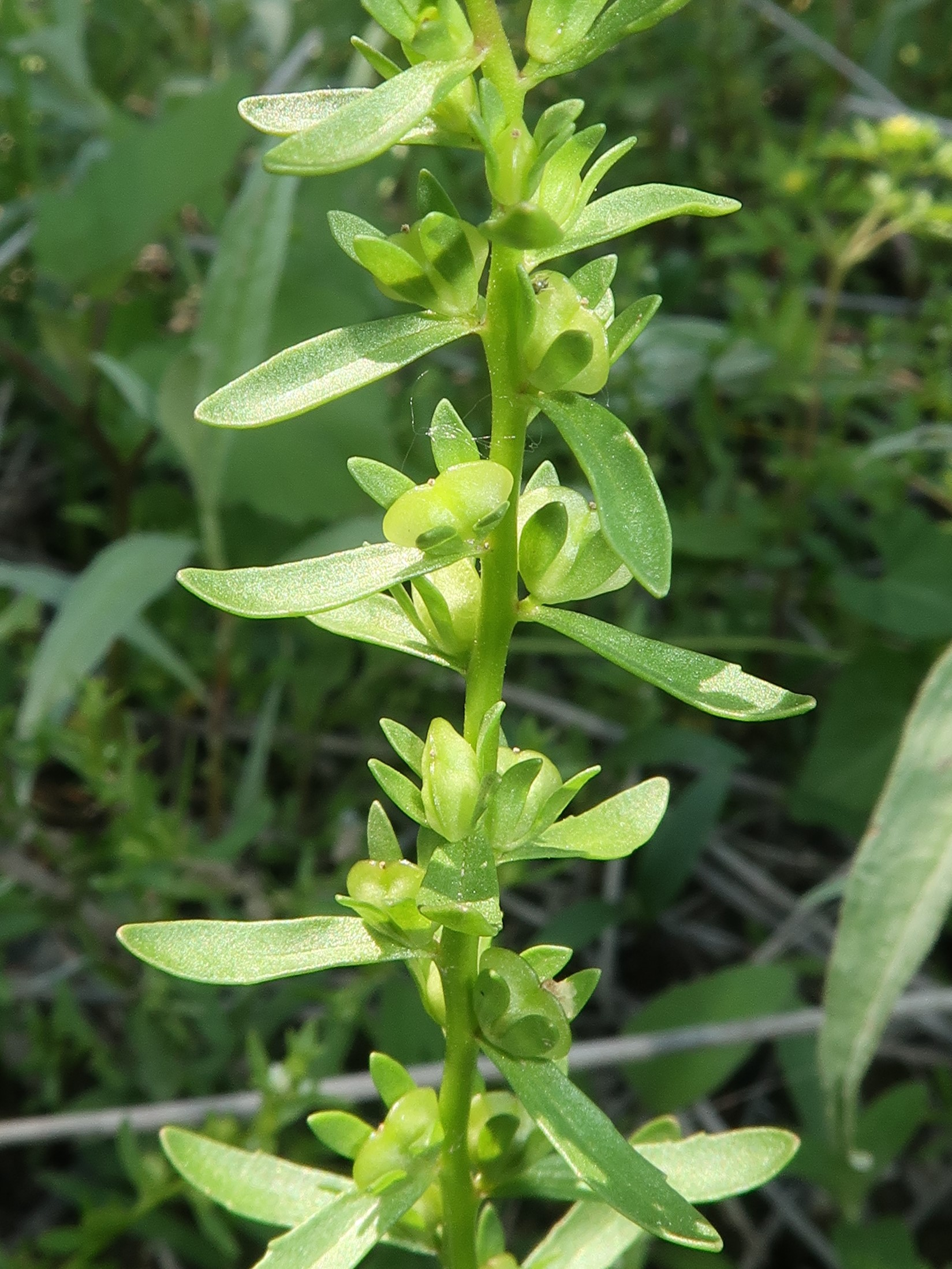
上部の葉腋ごとに果実をつけ、扁球形となり、先やや先はへこむ。